# Belinski (Stadt)
Belinski (russisch Бели́нский, bis 1948 Tschembar/Чемба́р) ist eine Kleinstadt in der Oblast Pensa (Russland) mit 8565 Einwohnern (Stand 14. Oktober 2010).

## Geografie
Die Stadt liegt am Westrand der Wolgaplatte etwa 130 km westlich der Oblasthauptstadt Pensa bei der Vereinigung der Flüsschen Großer Tschembar und Kleiner Tschembar zum Tschembar im Flusssystem des Don.
Belinski ist Verwaltungszentrum des gleichnamigen Rajons.

## Geschichte
Der Ort wurde erstmals 1713 urkundlich erwähnt, als hier eine Befestigungsanlage an Stelle des Dorfes Dmitrijewskoje oder Maly Tschembar entstand. 1780 erhielt der Ort unter dem Namen Tschembar – nach dem Fluss – das Stadtrecht.
1948 erfolgte die Umbenennung nach dem Literaturkritiker und Philosophen Wissarion Belinski, der hier seine Jugend verbrachte.

### Bevölkerungsentwicklung
| Jahr | Einwohner |
| ---- | --------- |
| 1897 | 5345      |
| 1939 | 6006      |
| 1959 | 6063      |
| 1970 | 6805      |
| 1979 | 7810      |
| 1989 | 9028      |
| 2002 | 8837      |
| 2010 | 8565      |

Anmerkung: Volkszählungsdaten

## Kultur und Sehenswürdigkeiten
In Belinski ist eine Reihe von Bauwerken aus dem 19. Jahrhundert erhalten, so die Gebäude der Stadtduma, der Semstwoverwaltung und der Jungenlehranstalt.
Neben dem Heimatmuseum gibt es im ehemaligen Wohnhaus der Familie sowie der Lehranstalt ein Belinski-Museum.
17 Kilometer nordöstlich der Stadt liegt beim heutigen Dorf Lermontowo das ehemalige Anwesen Tarchany von J. Arsenjewa, der Großmutter des Dichters Michail Lermontow, wo dieser seine Jugend verbrachte und zu schreiben begann.
Außerdem befindet sich im Rajon das Morosow-Dendrarium (Morosowski dendrari), in welchem im 19. Jahrhundert exotische Bäume und Sträucher gepflanzt wurden.

## Wirtschaft
In Belinski existiert eine elektrotechnische Fabrik, daneben Betriebe der Lebensmittelindustrie. In der Umgebung wird Landwirtschaft betrieben.

## Söhne und Töchter der Stadt
- Miroslav Katětov (1918–1995), tschechischer Mathematiker, Psychologe und Schachspieler